# Diourbel
Diourbel  este un oraș  în Senegal. Este reședința regiunii omonime.